# توم هوبكينز
توم هوبكينز (بالإنجليزية: Tom Hopkins)‏ (1911 - ) هو لاعب كرة قدم بريطاني في مركز الوسط. لعب مع نادي غيلينغهام.